# Larix × czekanowskii
Larix × czekanowskii es una especie de alerce, probablemente un híbrido entre el alerce siberiano (Larix sibirica) y el alerce dahuriano (Larix gmelinii).

## Descripción
Larix × czekanowskii se encuentra en la zona de Siberia central. Es un árbol conífero de hoja caduca con copa cilíndrica, que alcanza los 35-40 m de altura. La copa ocupa del 10% al 90% de la longitud del tronco, normalmente alrededor del 40%. El diámetro de la copa es en promedio de 3.5 a 5 m. El período de floración es mayo. Los brotes jóvenes son de color más oscuro. A menudo, en primavera, los órganos reproductores resultan dañados por las heladas tardías. Es una especie intermedia entre sus progenitores en todos los caracteres.